# Wilhelm Falta

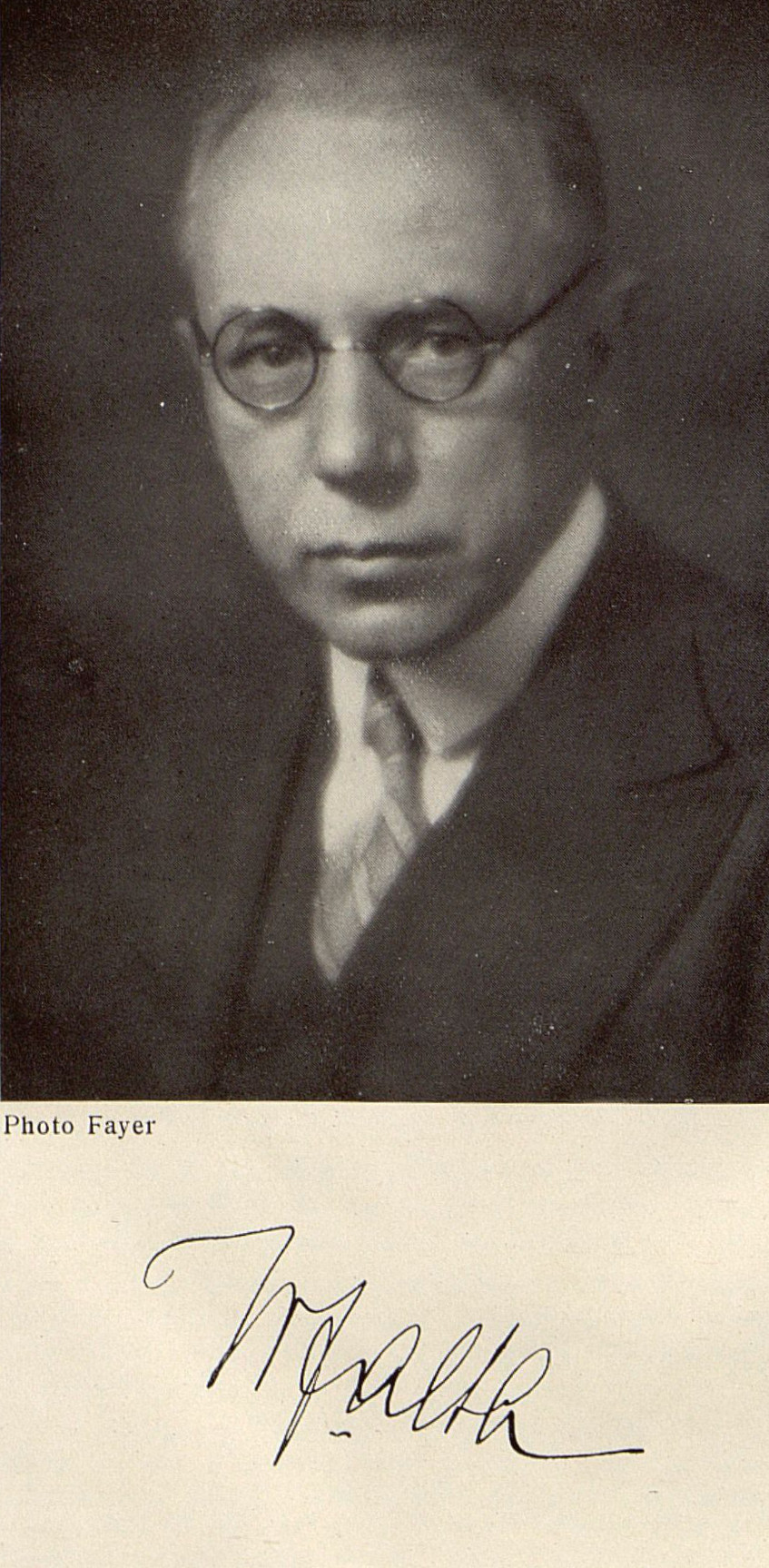
Wilhelm Falta, um 1935

Wilhelm Falta (* 6. Mai 1875 in Karlsbad; † 15. Juli 1950 in Obermarkersdorf)  war ein österreichischer Mediziner (Internist).

## Leben
Falta studierte Medizin in Prag und Straßburg und promovierte 1900 an der Karls-Universität in Prag als Schüler von Karl Hugo Huppert am Lehrstuhl für Physiologie und medizinische Chemie. Danach ging er zur klinischen Ausbildung an die Medizinische Klinik am Bürgerspital Basel bei Friedrich von Müller und Wilhelm His, wo er sich 1904 in Innerer Medizin habilitierte und Privatdozent wurde. Anschließend arbeitete er an der Ersten Medizinischen Universitätsklinik Wien bei Carl von Noorden und Karel Frederik Wenckebach. 1914 wurde er außerordentlicher Titularprofessor und 1917 außerordentlicher Professor. 1917 bis 1944 arbeitete er als Primararzt an der Ersten Medizinischen Abteilung im Kaiserin Elisabeth Spital. Zum 1. Mai 1938 trat Falta der NSDAP bei (Mitgliedsnummer 6.331.006). Sein gut ausgebautes dortiges Labor wurde bei einem Bombenangriff am 21. Februar 1945 zerstört und er wich in das Krankenhaus Am Steinhof aus, wo er noch bis 1947 mit dem Titel Hofrat aktiv war.
Sein Hauptarbeitsgebiet war Diabetes mellitus. Er verfasste den Abschnitt Erkrankungen der Drüse mit innerer Sekretion im Handbuch der inneren Medizin in der ersten und zweiten Auflage (Band 4).
Nach ihm wurden die Faltasche Trias (Leber, Pankreas und Schilddrüse wirken bei der Zuckerkrankheit zusammen), das Falta-Syndrom, die Faltasche Diät, der Faltasche Insulin-Zucker-Koeffizient, der Faltasche Lidextensor, die Faltasche Mehl-Früchte-Kur, die Faltasche Pinzette und die Falta-Fenz-Zwischenhirnnarkose (zusammen mit dem österreichischen Internisten E. Fenz) benannt.
Er war Mitherausgeber des Wiener Archivs für Innere Medizin.

## Schriften
- Die Erkrankungen der Blutdrüsen, Springer 1913
- Die Zuckerkrankheit und das Insulin, 1924